# Nabu-shuma-ukin I
Nabu-shuma-ukin I o Nabû-šuma-ukin I va ser el cinquè rei d'una dinastia coneguda amb el nom de Dinastia E, que va regnar a Babilònia probablement entre els anys 900 aC i 888 aC. El temps que va regnar és desconegut, però se sap que governava a inicis del segle ix aC.
Va succeir a Xamaix-mudammiq i se suposa que n'era fill. El rei d'Assíria Adadnirari II va dur a terme diverses incursions en territori de Babilònia ja en temps del seu predecessor, i havia atacat quatre vegades el país de Nairi, entre el Tigris i l'Eufrates, sotmetent algunes regions i entrant a les muntanyes a la regió del riu Zab Inferior. Aprofitant una petita provocació de Xamaix-mudammiq va imposar per la força al regne de Babilònia tant a ell com després a Nabu-shuma-ukin, dures condicions sobre les relacions entre els dos països. Es va annexionar una part del territori de Babilònia, va sotmetre a tribut el país de Laqi i les fortaleses d'Arrapha (Kirkuk) i Lubda. Nabû-šuma-ukin I i Adadnirari II van signar un acord sobre les fronteres, es van donar les filles respectives en matrimoni i es van prometre de mantenir la pau.